# Кралска библиотека (Нидерландия)
 Кралската библиотека (на нидерландски: Koninklijke Bibliotheek) в Хага е националната библиотека на Кралство Нидерландия.
Основана е през 1798 г. Крал Луи Бонапарт дава сегашното име на библиотеката през 1806 г. Обявена е за „национална библиотека на Нидерландия“ през 1892 г. Финансира се от министерствата на образованието, културата и науката. Самоуправляема е от 1996 г.
Мисията на библиотеката е „да предоставя достъп до знание, култура на миналото и настоящето, представена чрез предоставянето на висококачествени услуги за проучване, учене и културен опит“.
През 2004 г. Националната библиотека на Нидерландия притежава 3 500 000 издания, еквивалент на 67 км рафтове за книги. По-голямата част от колекцията са книги (2 500 000 броя или 48 км). В колекцията може да се намери почти цялата литература, писана в Нидерландия, от средновековни ръкописи до съвременни научни публикации.
Колекцията е достъпна само за членове на библиотеката. Всеки човек над 16 г. може да стане член. Има и еднодневни билети. Изпълнение на искане за доставка на материали отнема около 30 минути.
Националната библиотека на Нидерландия хоства и няколко сайта, включително „Памет на Нидерландия“ (Geheugen van Nederland).

## Галерия
- Част от рафтовете с книги
- Декоративни елементи от библиотеката
- Сградата на библиотеката през 1900 г.